# Я одружився з тобою заради забави (фільм)
«Я одружився з тобою заради забави» (італ. «Ti ho sposato per allegria») — італійська кінокомедія режисера Лучано Сальче з Монікою Вітті і Джорджо Альбертацці у головних ролях, що вийшла 21 вересня 1967 року.

## Сюжет
П'єтро, молодий юрист, одружився з Джуліаною, дівчиною з бурхливим минулим. Попри абсолютну нездатність Джуліани бути хорошою господинею — це не заважає їхньому подружньому життю. У матері П'єтро формується неприязнь до Джуліани, завжди коли подружня пара приходить до неї вона влаштовує з цього приводу скандал. Такі обставини не турбують П'єтро, тому що він одружився з Джуліаною заради забави.

## У ролях
| Джорджо Альбертацці   | ···· | П'єтро      |
| Моніка Вітті          | ···· | Джуліана    |
| Італія Мачесіні       | ···· | мати П'єтро |
| Марія Грація Буччелла | ···· | Вікторія    |
| Роззелла Комо         | ···· | Гіацін      |
| Паола Кортіні         | ···· | Есмеральда  |

## Знімальна група
| Режисер    | ···· | Лучано Сальче                                                         |
| Сценарій   | ···· | Наталія Гінцбург, Сандро Контіненца, Адженоре Інкроччі, Лучано Сальче |
| Продюсер   | ···· | Маріо Чеккі Горі                                                      |
| Оператор   | ···· | Карло Ді Пальма                                                       |
| Композитор | ···· | П'єро Піччоні                                                         |

## Нагороди
- 1968 — Золотий глобус
  - Найкраща головна жіноча роль — Моніка Вітті
- 1968 — Срібна стрічка
  - Найкраща жіноча роль другого плану — Марія Грація Буччелла